# السوداء (مسورة)

تعديل مصدري - تعديل

السوداء هي إحدى قرى عزلة بيحان الدولة بمديرية مسورة التابعة لمحافظة البيضاء، بلغ تعداد سكانها 20 نسمة حسب تعداد اليمن لعام 2004.